# Ludwig Staudenmaier
Ludwig Staudenmaier (geboren 14. Februar 1865 in Krumbach; gestorben 19. August 1933 in Rom) war ein deutscher Priester, Naturwissenschaftler und Esoteriker.   

## Leben
Ludwig Staudenmaier wurde als uneheliches Kind einer Näherin geboren und besuchte dank kirchlicher Stipendien die Schule und von 1884 bis 1888 ein kirchliches Lyceum. Er war ein Jahr Kaplan in Nördlingen und konnte dann mit einem weiteren Stipendium Zoologie und Chemie an der Universität München studieren. Staudenmaier wurde promoviert und wurde 1896 als außerordentlicher und 1907 als ordentlicher Professor der Experimentalchemie an das Lyceum Freising berufen. 
Staudenmaier setzte sich aus theologischer und aus naturwissenschaftlicher Sicht mit dem seinerzeit in Mode stehenden Spiritismus auseinander und wollte der Sache eine wissenschaftliche Begründung geben. Er führte seit 1901 Selbstversuche mit dem Automatischen Schreiben durch. Er experimentierte dann mit dem Stimmenhören, dessen Quelle er im Ohr vermutete. Er versuchte nachzuweisen, dass die Denkaktivität des Gehirns zum Gehör transportiert wird und dort Geräusche auslöst. Ein Aufsatz erschien 1910, das Buch erstmals 1912. Es wurde von der Wissenschaft ignoriert, gleichwohl wurde es 1918 und 1920 wieder aufgelegt und erschien 1922 in einer überarbeiteten Auflage. Diese wurde 1968 von der Wissenschaftlichen Buchgesellschaft erneut herausgegeben. 
Staudenmaier litt schon seit 1879 an nervösen Krankheiten, die durch die rigiden Selbstexperimente beeinflusst wurden. Er suchte  1918 und 1920 die Psychiatrische Klinik in München auf. 1923  wurde er vorzeitig in den Ruhestand versetzt. Er arbeitete an einem medizinischen Beitrag unter dem Titel Über das Problem des Alters zum Nachweis der Unsterblichkeit. Er unterzog sich intensiven Übungen, um einzelne Körperteile jung bleiben zu lassen. Das Manuskript ist verschollen. 
Enttäuscht über die mangelnde Anerkennung seiner Arbeit verlegte er 1927 seinen Wohnsitz in das wärmere Rom, wo er weiter experimentierte und dabei weiter abmagerte. Staudenmaier starb im Krankenhaus auf der Tiberinsel an Urämie, er wurde auf dem Campo Verano bestattet. Sein  Nachlass wird von der Universitätsbibliothek München verwaltet. 
Die Staudenmaier-Rezeption führt ein Nischendasein in esoterischen Zirkeln.
Der Schweizer Neuropsychologe Peter Brugger stellte 2014 Staudenmaiers Theorien jüngere Ergebnisse der neurowissenschaftlichen Forschung gegenüber, in denen bei den Stimmenhörenden eine Kehlkopfaktivität des Sprechens nachgewiesen wurde.

## Schriften (Auswahl)

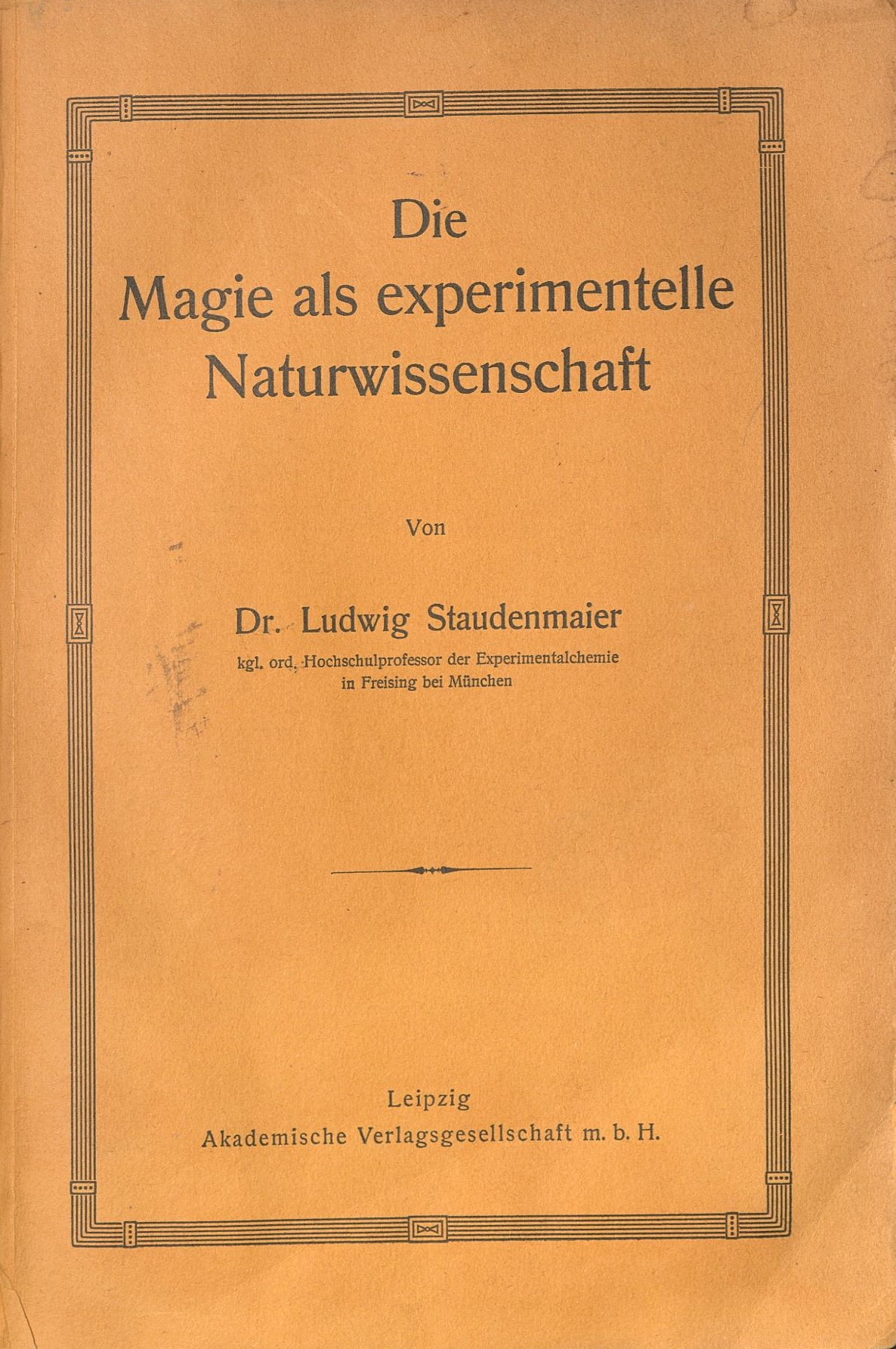
Magie (1912)

- Versuche zur Begründung einer wissenschaftlichen Experimentalmagie, in: Annalen der Naturphilosophie 9 (1910), S. 329–367. Auszug in: Torsten Hahn; Jutta Person; Nicolas Pethes (Hrsg.): Grenzgänge zwischen Wahn und Wissen: zur Koevolution von Experiment und Paranoia 1850 - 1910. Frankfurt : Campus, 2002, S. 73–93 ISBN 3-593-37057-3
- Die Magie als experimentelle Naturwissenschaft. Leipzig : Akad. Verlagsgesellschaft, 1912 (Nachdrucke 1922, 1968, 1982, 2013)
- Untersuchungen über das Tellur. Hamburg, 1895. Dissertation
- mit M. Chikashige: Das Atomgewicht des Tellurs, in: Zeitschrift für Analytische Chemie, v36 n1 (1897 12): S. 281–284